# Shift JIS
Shift_JIS (Abkürzung SJIS) ist eine Zeichenkodierung für die japanische Schrift, entwickelt von dem japanischen Unternehmen ASCII in Zusammenarbeit mit Microsoft. Es basiert auf der Norm JIS X 0208 (JIS), verschiebt (shift) aber Bytewerte, um 64 zusätzliche Katakana-Zeichen im Bereich von 0xA0 bis 0xDF unterzubringen.
Im Gegensatz zur üblichen JIS-Kodierung braucht Shift_JIS ein 8-Bit-Medium für die Übertragung. Anders als das konkurrierende 8-Bit-Format EUC garantiert Shift_JIS nur, dass das erste Byte sich im oberen ASCII-Bereich befindet. Der Wert des zweiten Bytes kann entweder hoch oder tief sein. Dies macht die zuverlässige Shift_JIS-Erkennung schwierig.
Shift_JIS kommt neben EUC vor allem in japanischen Webseiten vor, seltener ISO-2022-JP, während sonst Unicode (vor allem UTF-8) vorgezogen wird.